# Inmigración nórdica en Argentina

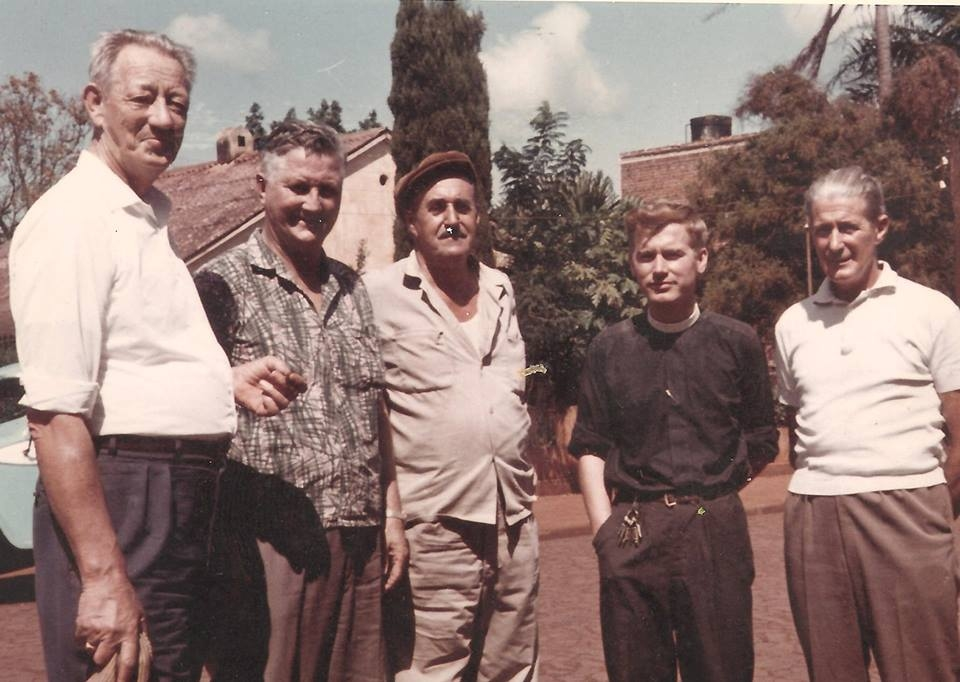
Inmigrantes de origen escandinavo en Misiones. De izquierda a derecha: los noruegos Henry Kleiven, Olaf Ström y Odd Bothner junto a los suecos Sven Flodell (ex pastor de la iglesia de los suecos luteranos en Oberá y autor de libros acerca de la inmigración sueca en Latinoamérica) e Ian Barney (deportista).

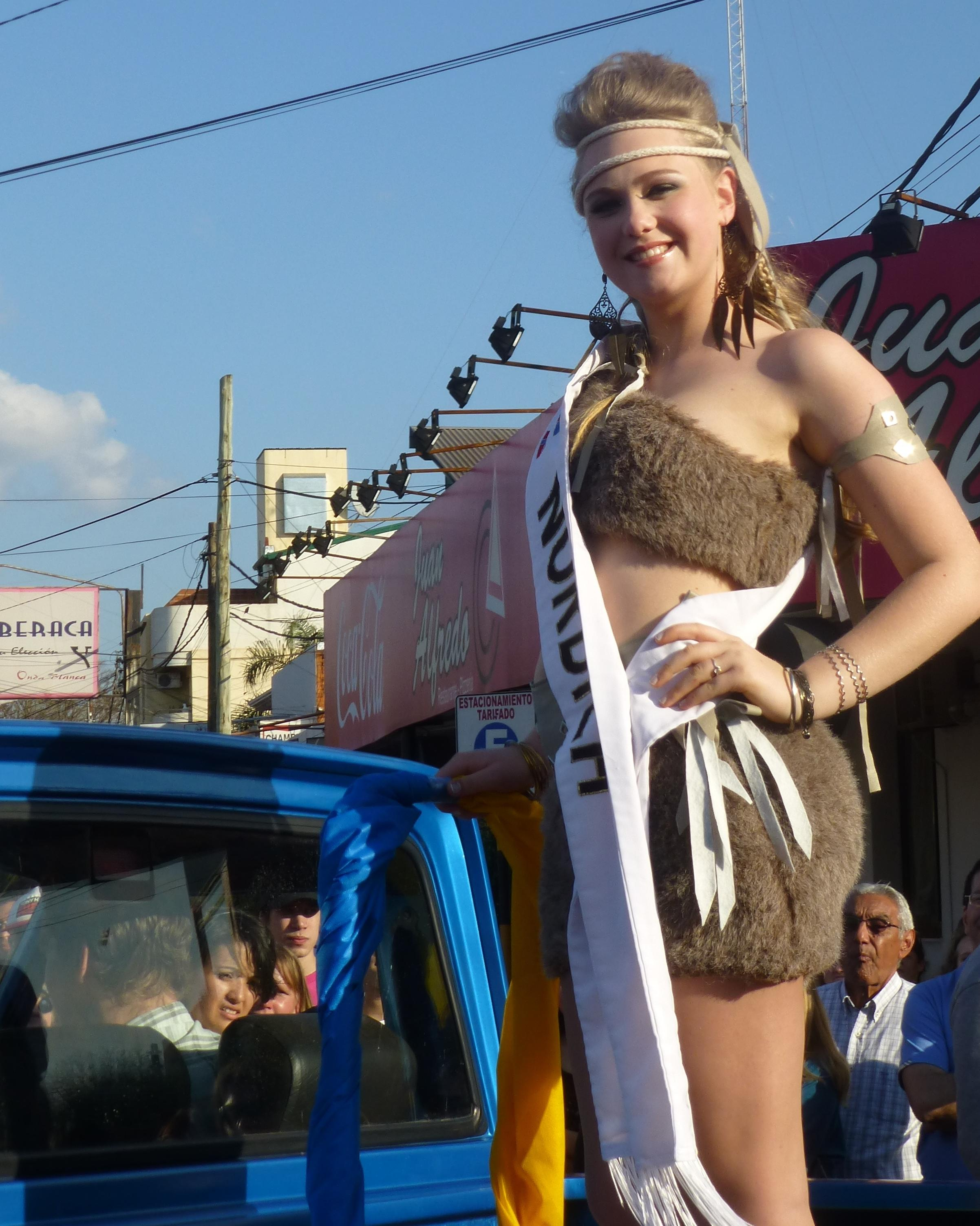
Romina Laura Borges Andersson, representante de la colectividad nórdica durante el desfile de inauguración de la XXXIV Fiesta Nacional del Inmigrante en 2013.

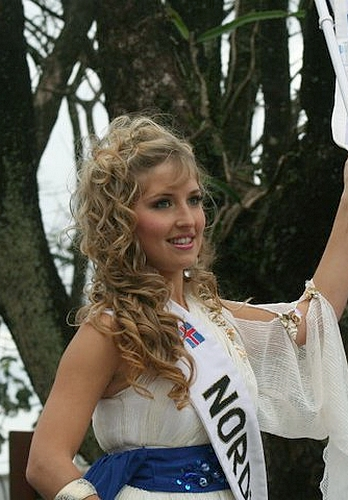
Reina de la Colectividad Nórdica en la Fiesta Nacional del Inmigrante en 2010.

Se denomina inmigración nórdica en Argentina al proceso de inmigración desde los países nórdicos hacia la República Argentina. Está compuesta por los ciudadanos provenientes de Suecia, Finlandia, Dinamarca, Noruega e Islandia.
La inmigración nórdica a Argentina comenzó en el siglo XIX y siguió en el siglo XX, llegando a ser la mayor del mundo entre los países de idioma español, y una de las mayores del mundo después de las de nórdicos que se dirigieron a Estados Unidos, Canadá, Australia y Brasil. Aunque nunca llegó a ser tan numerosa como las de inmigrantes italianos y españoles (por lejos las 2 mayores colectividades en Argentina), en determinados focos regionales los inmigrantes nórdicos fueron cruciales para el desarrollo y aprovechamiento de la tierra, como lo prueba la experiencia de los daneses de Tres Arroyos que convirtieron inhóspitos médanos de arena en provechosos campos de trigo.
El 1° puesto de mayor cantidad de inmigrantes nórdicos en Argentina lo tienen los daneses, que llegaron a estar entre las 14 colectividades más grandes del país. Seguidos en 2° puesto se hallan los suecos.
En Oberá y regiones de influencia, sin embargo, fue de gravitante importancia y se convirtió en la colonia más grande de América Latina y una de las más importantes del mundo. Fueron los nórdicos los que instalaron los primeros establecimientos agrícolas, comerciales e industriales de la zona.
Los nórdicos se establecieron en: localidades del sur de la Provincia de Buenos Aires (mayormente los daneses), en la Ciudad Autónoma de Buenos Aires y su área metropolitana, en la ciudad de La Plata, en la provincia de Misiones (daneses en Eldorado y suecos, finlandeses, sueco-finlandeses y noruegos en centro y sur de la provincia -departamentos Candelaria, Leandro N. Alem, Oberá-), en la provincia de Mendoza (en la colonia La Escandinava de General Alvear) y en Río Negro (principalmente los daneses en Dina Huapi).
Cada un período de dos años se realizan en Argentina las Jornadas Argentinas de Folkedans, donde los descendientes de nórdicos se juntan a celebrar su origen y comparten un espectáculo de danzas escandinavas. El evento 2013 se realizó en la ciudad de Oberá durante la semana de pascuas, donde estuvieron además colectividades escandinavas de Brasil.
La colectividad nórdica de Oberá participa cada año en la Fiesta Nacional del Inmigrante representando a las cinco naciones del norte de Europa.

## Suecos
Los suecos fueron la segunda colectividad nórdica que más inmigrantes aportó a Argentina, según las estadísticas de inmigración a Argentina entre los años 1865 y 1930. A lo largo de dicho periodo se asentaron aproximadamente 8.000 suecos
Los asentamientos suecos en Argentina tuvieron lugar principalmente entre mediados y fines del siglo XIX. Muchos suecos emigraban a la Argentina por motivos económicos y para comenzar una nueva vida. Los suecos también ayudaron en la construcción, en particular ayudando a construir las vías de los ferrocarriles argentinos a mediados del siglo XIX.
Los primeros suecos que arribaron a la Argentina fueron registrados como convertidos al catolicismo por la Compañía de Jesús presente en Córdoba en 1763. Muchos de los suecos que habían llegado durante la primera mitad del siglo XIX lucharon en la Guerra Civil entre Federales y Unitarios de ambos lados.

## Noruegos
La mayoría de los noruegos que emigraron hacia Latinoamérica lo hizo hacia Argentina y Brasil, y en menor medida a Uruguay y Chile. Muchos fueron marineros que escapaban de los barcos. La comunidad de noruegos en Argentina perdió contacto por mucho tiempo una vez que la Iglesia de los Marineros Noruegos fue demolida, aunque actualmente algunos noruegos radicados en el país se reúnen en los encuentros organizados por la Asociación Noruega del Plata, el Club Sueco, las iglesias sueca o dinamarquesa, las celebraciones navideñas y, por supuesto, en la fiesta del 17 de mayo que es el Día Nacional de Noruega. Como otras comunidades de descendientes de europeos, buscan preservar la cultura y recordar sus raíces.

## Daneses
Dinamarca tiene ni más ni menos que el 1° puesto en mayor cantidad de inmigrantes de países nórdicos a Argentina.
La inmigración danesa llegó a estar entre las 14 más importantes en Argentina, levemente inferior a la de los belgas, pero levemente superior a la de los estadounidenses.
Se calcula que entre 1857 y 1930 arribaron a la Argentina unos 18.000 daneses.
Se pueden trazar 4 puntos principales de asentamiento danés:
- el eje Tres Arroyos-Necochea-Tandil-Lobería, ubicado en la costa Atlántica de la provincia de Buenos Aires.
- el eje Oberá-Posadas-Puerto Iguazú-Bernardo de Irigoyen, ubicado en la provincia de Misiones.
- la zona Dina Huapi-Bariloche, en el oeste cordillerano de la provincia de Río Negro.
- y la Ciudad Autónoma de Buenos Aires

Se establecieron principalmente en la ciudad de Buenos Aires y en la zona sur de la provincia de Buenos Aires, en los partidos de Tres Arroyos, San Cayetano y Necochea. Muchos de ellos mantienen sus tradiciones en el campo, en pequeñas localidades rurales como Reta y Claromecó. También se estableció a principios del siglo XX una pequeña comunidad danesa en Misiones.
En cuanto a la religión, la fe cristiana luterana jugó un fuerte papel en aquellos colonos daneses, muchos de los descendientes de los primeros daneses aún hoy acuden a templos dinamarqueses como los que existen en Tandil, Necochea, Tres Arroyos y el barrio porteño de San Telmo (en la calle Carlos Calvo).

## Finlandeses
La mayoría de los inmigrantes finlandeses llegaron a partir de 1906 y, previo paso por Buenos Aires, se establecieron sobre todo en la ciudad misionera de Oberá, donde los descendientes aún conservan algunas de sus tradiciones.

## Islandeses

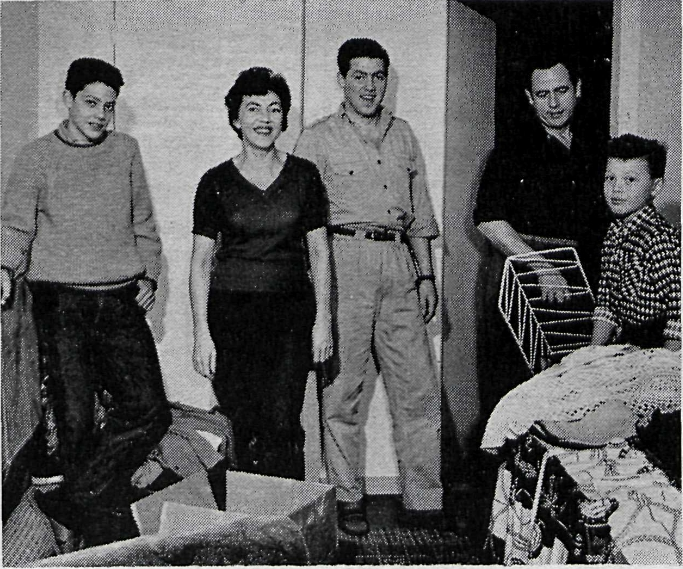
Familia Sæmundsson, una de las primeras familias islandesas que se establecieron en Argentina. Foto tomada en 1961.

Los pocos islandeses que llegaron a Latinoamérica se establecieron principalmente en el estado de Paraná (sur de Brasil) a principios del siglo XX (familias con los Sondahl y los Barddal o Bárðdal, pioneros en la zona) y sólo algunas familias en Argentina (de apellidos como Magnusson, Johannesson y Gudmundsson) tienen esta ascendencia. En el Instituto Sueco Argentino (Embajada de Suecia) suelen dictarse clases de idioma islandés, con profesores nativos, además de clases de idiomas como el sueco, noruego, finés y estonio, entre otros.
Un inmigrante islandés fue Bjorn Sveinn Bjornsson (1909-1998), hijo del Primer Presidente de Islandia (Sveinn Björnsson), que llegó al país en 1949 junto a su esposa la cantante lírica y arpista Nanna Egils (Egilsdóttir) Björnsson y su hija Brynhildur Björnsdóttir.
El pintor Sven Havsteen-Mikkelsen (1912-1999), nacido en Buenos Aires, hijo de un ingeniero noruego de ascendencia islandesa y feroesa, es uno de los descendientes de islandeses más reconocidos.
En 2012, el grupo de islandeses músicos y técnicos que acompañaron a la cantante islandesa Björk en sus conciertos (realizados en el Centro Municipal de Exposiciones), tomaron clases de tango en Escuela La Vikinga (ubicada en el barrio de Congreso) con una profesora de danza de origen islandés radicada desde 2004 en el país.

## Véase también

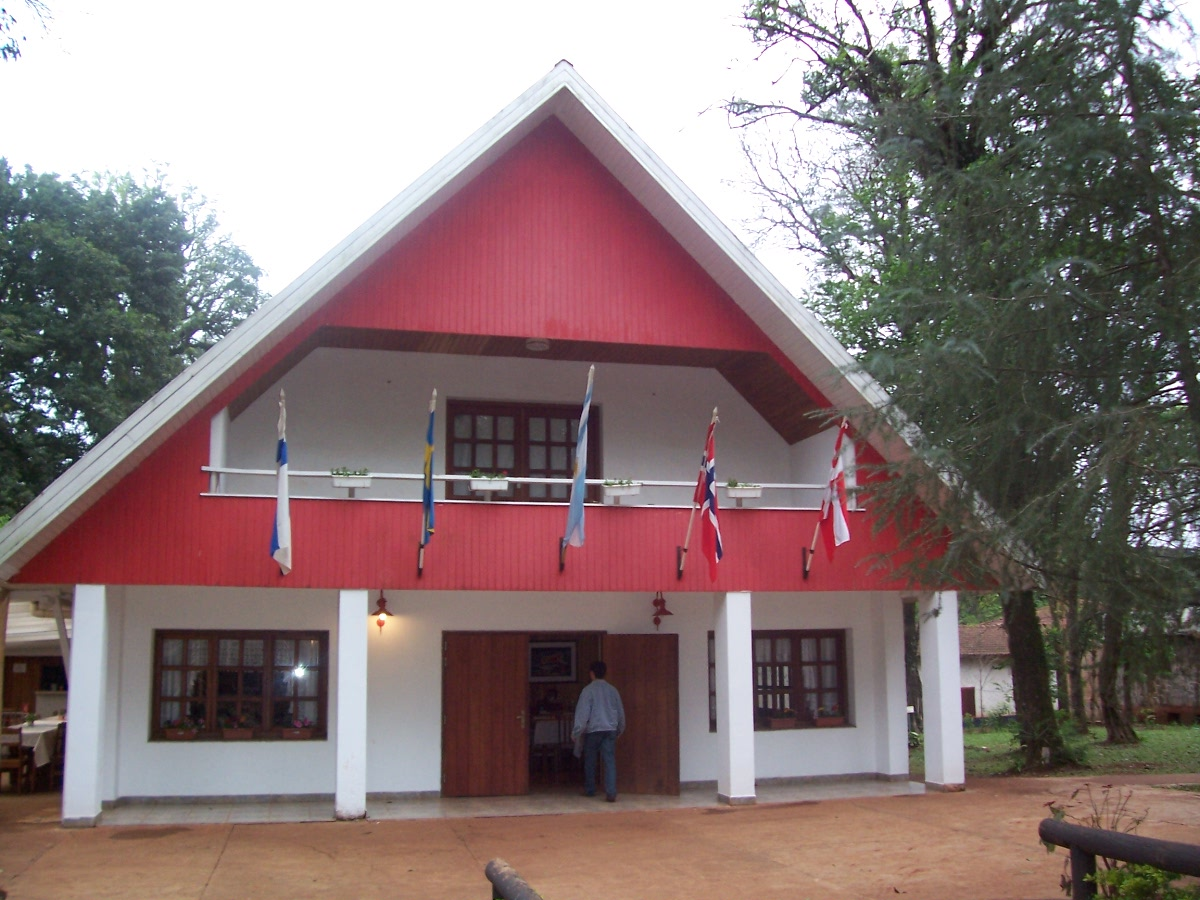
Otra vista de la casa de la colectividad nórdica en Oberá.